# Volta à Polónia de 2015
A 72.ª edição da Volta à Polónia disputou-se entre 2 e 8 de agosto de 2015, com um percurso de 1 076 km distribuídos em sete etapas, com início em Varsóvia e final em Cracóvia.
O percurso incluiu sete etapas: as quatro primeiras em maior medida planas, as duas seguintes de montanha e uma contrarrelógio individual final.
A carreira fez parte do UCI World Tour de 2015.
Tomaram parte na carreira 19 equipas: os 17 de categoria UCI Pro Team (ao ser obrigada sua participação); o único polaco de categoria Profissional Continental mediante convite da organização (CCC Polsat Polkowice); e uma selecção da Polónia (com corredores de equipas de categoria Continental) baixo o nome de Reprezentacja Polski. Formando assim um pelotão de 162 corredores de 8 ciclistas a cada equipa, dos que acabaram 131.
O ganhador final foi Íon Izagirre, depois de ser segundo nas duas edições anteriores. Acompanharam-lhe no pódio os belgas Bart De Clercq (quem tambem fez-se com a primeira etapa montanhosa) e Ben Hermans, respectivamente.
Nas classificações secundárias impuseram-se Maciej Paterski (montanha), Marcel Kittel (pontos), Kamil Gradek (sprints) e Lotto-Soudal (equipas).

## Etapas
| Etapa | Data        | Percurso                                                  | km       | Ganhador           | Líder           |
| ----- | ----------- | --------------------------------------------------------- | -------- | ------------------ | --------------- |
| 1.ª   | 2 de agosto | Varsovia-Varsovia                                         | 122      | Marcel Kittel      | Marcel Kittel   |
| 2.ª   | 3 de agosto | Częstochowa-Dąbrowa Górnicza                              | 146      | Matteo Pelucchi    | Marcel Kittel   |
| 3.ª   | 4 de agosto | Zawiercie-Katowice                                        | 166      | Matteo Pelucchi    | Marcel Kittel   |
| 4.ª   | 5 de agosto | Jaworzno-Nowy Sącz                                        | 220      | Maciej Bodnar      | Kamil Zieliński |
| 5.ª   | 6 de agosto | Nowy Sącz-Zakopane                                        | 223      | Bart De Clercq     | Bart De Clercq  |
| 6.ª   | 7 de agosto | Bukowina Tatrzańska (Terma Hotel Spa)-Bukowina Tatrzańska | 174      | Sergio Henao       | Sergio Henao    |
| 7.ª   | 8 de agosto | Cracóvia-Cracóvia                                         | 25 (CRI) | Marcin Białobłocki | Íon Izagirre    |

## Classificações finais

### Classificação geral
| Posição | Ciclista          | Equipa            | Tempo            |
| ------- | ----------------- | ----------------- | ---------------- |
|         | Íon Izagirre      | Movistar          | 26 h 04 min 38 s |
| 2º      | Bart De Clercq    | Lotto Soudal      | a 2 s            |
| 3º      | Ben Hermans       | BMC Racing        | a 3 s            |
| 4º      | Ilnur Zakarin     | Katusha           | a 14 s           |
| 5º      | Fabio Aru         | Astana            | a 15 s           |
| 6º      | Diego Ulissi      | Lampre-Merida     | a 19 s           |
| 7º      | Christophe Riblon | Ag2r-La Mondiale  | a 40 s           |
| 8º      | Sergio Henao      | Sky               | a 53 s           |
| 9º      | Davide Formolo    | Cannondale-Garmin | a 1 min 23 s     |
| 10º     | Mikel Nieve       | Sky               | a 1 min 32 s     |

### Classificação da montanha
| Posição | Ciclista        | Equipa               | Pontos |
| ------- | --------------- | -------------------- | ------ |
|         | Maciej Paterski | CCC Polsat Polkowice | 44     |
| 2º      | Grega Bole      | CCC Polsat Polkowice | 40     |
| 3º      | Edward Beltrán  | Tinkoff-Saxo         | 38     |
| 4º      | Michał Gołaś    | Etixx-Quick Step     | 26     |
| 5º      | Kamil Zieliński | Reprezentacja Polski | 25     |

### Classificação por pontos
| Posição | Ciclista         | Equipa           | Pontos |
| ------- | ---------------- | ---------------- | ------ |
|         | Marcel Kittel    | Giant-Alpecin    | 53     |
| 2º      | Íon Izagirre     | Movistar         | 50     |
| 3º      | Ben Hermans      | BMC Racing       | 46     |
| 4º      | Sébastien Turgot | AG2R La Mondiale | 44     |
| 5º      | Caleb Ewan       | Orica GreenEDGE  | 41     |

### Classificação dos sprints
| Posição | Ciclista           | Equipa               | Pontos |
| ------- | ------------------ | -------------------- | ------ |
|         | Kamil Gradek       | Reprezentacja Polski | 8      |
| 2º      | Marcin Białobłocki | Reprezentacja Polski | 8      |
| 3º      | Matej Mohorič      | Cannondale-Garmin    | 4      |
| 4º      | Diego Ulissi       | Lampre-Merida        | 3      |
| 5º      | Davide Formolo     | Cannondale-Garmin    | 3      |

### Classificação por equipas
| Posição | Equipa       | Tempo            |
| ------- | ------------ | ---------------- |
|         | Lotto Soudal | 78 h 21 min 52 s |
| 2º      | BMC Racing   | a 3 min 34 s     |
| 3º      | Sky          | a 8 min 26 s     |
| 4º      | Astana       | a 13 min 07 s    |
| 5º      | Tinkoff-Saxo | a 22 min 23 s    |